# Cunkovci
Cunkovci este o localitate din comuna Gorišnica, Slovenia, cu o populație de 76 de locuitori.